# Drimia duthieae
Drimia duthieae är en sparrisväxtart som först beskrevs av Robert Stephen Adamson, och fick sitt nu gällande namn av John Peter Jessop. Drimia duthieae ingår i släktet Drimia och familjen sparrisväxter. Inga underarter finns listade i Catalogue of Life.